# Deggendorfer SC
Deggendorfer SC (celým názvem: Deggendorfer Schlittschuhclub) je německý klub ledního hokeje, který sídlí v bavorském městě Deggendorf. Založen byl v roce 1973. V letech 1982–2001 působil pod názvem Deggendorfer EC. Od sezóny 2018/19 působí v Deutsche Eishockey Lize 2, druhé německé nejvyšší soutěži ledního hokeje. Klubové barvy jsou červená a modrá.
Své domácí zápasy odehrává v Eissporthalle an der Trat s kapacitou 4 000 diváků.

## Historické názvy
Zdroj:
- 1973 – Deggendorfer SC (Deggendorfer Schlittschuhclub)
- 1982 – Deggendorfer EC (Deggendorfer Eisclub)
- 2001 – Deggendorfer SC (Deggendorfer Schlittschuhclub)

## Přehled ligové účasti
Stručný přehled
Zdroj:
- 1976–1977: Eishockey-Regionalliga Süd (4. ligová úroveň v Německu)
- 1977–1979: Eishockey-Oberliga Süd (3. ligová úroveň v Německu)
- 1979–1982: 2. Eishockey-Bundesliga (2. ligová úroveň v Německu)
- 1982–1983: Eishockey-Landesliga Bayern (6. ligová úroveň v Německu)
- 1983–1984: Eishockey-Bayernliga (5. ligová úroveň v Německu)
- 1984–1985: Eishockey-Regionalliga Süd (4. ligová úroveň v Německu)
- 1985–1989: Eishockey-Oberliga Süd (3. ligová úroveň v Německu)
- 1989–1990: Eishockey-Regionalliga Süd (4. ligová úroveň v Německu)
- 1990–1994: Eishockey-Oberliga Süd (3. ligová úroveň v Německu)
- 1994–1998: 1. Eishockey-Liga Süd (2. ligová úroveň v Německu)
- 1998–1999: 1. Eishockey-Liga Süd (3. ligová úroveň v Německu)
- 1999–2001: Eishockey-Oberliga Süd (3. ligová úroveň v Německu)
- 2001–2002: Eishockey-Bezirksliga Bayern (6. ligová úroveň v Německu)
- 2002–2005: Eishockey-Landesliga Bayern (5. ligová úroveň v Německu)
- 2005–2007: Eishockey-Bayernliga (4. ligová úroveň v Německu)
- 2007–2009: Eishockey-Oberliga Süd (3. ligová úroveň v Německu)
- 2009–2010: Eishockey-Oberliga (3. ligová úroveň v Německu)
- 2010–2018: Eishockey-Oberliga Süd (3. ligová úroveň v Německu)
- 2018– : DEL2 (2. ligová úroveň v Německu)

Jednotlivé ročníky
Zdroj:
Legenda: ZČ - základní část, červené podbarvení - sestup, zelené podbarvení - postup, fialové podbarvení - reorganizace, změna skupiny či soutěže
| Německo (1976 – ) |                       |           |           |                                             |              |
| Sezóny            | Soutěž                | Úroveň    | ZČ        | Play-off                                    | Poznámky     |
| 1976/77           | Regionalliga Süd      | 4. úroveň | 2. místo  | Finálová skupina (2. místo)                 | Postup       |
| 1977/78           | Oberliga Süd          | 3. úroveň | 2. místo  | Baráž o 2. Bundesligu (4. místo)            |              |
| 1978/79           | Oberliga Süd          | 3. úroveň | 1. místo  | Baráž o 2. Bundesligu (1. místo)            | Postup       |
| 1979/80           | 2. Bundesliga         | 2. úroveň | 5. místo  |                                             |              |
| 1980/81           | 2. Bundesliga         | 2. úroveň | 3. místo  |                                             |              |
| 1981/82           | 2. Bundesliga Süd     | 2. úroveň | 2. místo  | Baráž o Bundesligu (5. místo)               | Odstoupení   |
| 1982/83           | Landesliga Bayern     | 6. úroveň | ?. místo  |                                             | Postup       |
| 1983/84           | Bayernliga            | 5. úroveň | ?. místo  |                                             | Postup       |
| 1984/85           | Regionalliga Süd      | 4. úroveň | 1. místo  | Baráž o Oberligu Süd, sk. B (4. místo)      | Postup       |
| 1985/86           | Oberliga Süd          | 3. úroveň | 11. místo | Baráž o Oberligu Süd, sk. B (4. místo)      |              |
| 1986/87           | Oberliga Süd          | 3. úroveň | 9. místo  | Baráž o Oberligu Süd, sk. A (1. místo)      |              |
| 1987/88           | Oberliga Süd          | 3. úroveň | 5. místo  | Baráž o 2. Bundesligu Süd, sk. B (6. místo) |              |
| 1988/89           | Oberliga Süd          | 3. úroveň | 14. místo | Baráž o Oberligu Süd, sk. B (5. místo)      | Sestup       |
| 1989/90           | Regionalliga Süd      | 4. úroveň | 1. místo  | Baráž o Oberligu Süd, sk. A (4. místo)      | Postup       |
| 1990/91           | Oberliga Süd          | 3. úroveň | 12. místo | Baráž o Oberligu Süd, sk. B (1. místo)      |              |
| 1991/92           | Oberliga Süd          | 3. úroveň | 8. místo  | Baráž o Oberligu Süd, sk. A (3. místo)      |              |
| 1992/93           | Oberliga Süd          | 3. úroveň | 13. místo | Baráž o Oberligu Süd, sk. A (1. místo)      |              |
| 1993/94           | Oberliga Süd          | 3. úroveň | 2. místo  | Finálová skupina (6. místo)                 | Reorganizace |
| 1994/95           | 1. Eishockey-Liga Süd | 2. úroveň | 9. místo  | Baráž o 1. Ligu Süd, sk. B (1. místo)       |              |
| 1995/96           | 1. Eishockey-Liga Süd | 2. úroveň | 11. místo | Baráž o 1. Ligu Süd, sk. A (1. místo)       |              |
| 1996/97           | 1. Eishockey-Liga Süd | 2. úroveň | 7. místo  | Čtvrtfinále                                 |              |
| 1997/98           | 1. Eishockey-Liga Süd | 2. úroveň | 10. místo | Baráž o 1. Ligu Süd, sk. B (1. místo)       | Reorganizace |
| 1998/99           | 1. Eishockey-Liga Süd | 3. úroveň | 2. místo  | Baráž o 2. Bundesligu, sk. A (8. místo)     | Reorganizace |
| 1999/00           | Oberliga Süd          | 3. úroveň | 8. místo  | Finálová skupina (9. místo)                 |              |
| 2000/01           | Oberliga Süd          | 3. úroveň | 6. místo  | Čtvrtfinále                                 | Odstoupení   |
| 2001/02           | Bezirksliga Bayern    | 6. úroveň | ?. místo  |                                             | Postup       |
| 2002/03           | Landesliga Bayern     | 5. úroveň | ?. místo  |                                             |              |
| 2003/04           | Landesliga Bayern     | 5. úroveň | ?. místo  |                                             |              |
| 2004/05           | Landesliga Bayern     | 5. úroveň | ?. místo  |                                             | Postup       |
| 2005/06           | Bayernliga            | 4. úroveň | 7. místo  | Čtvrtfinále                                 |              |
| 2006/07           | Bayernliga            | 4. úroveň | 2. místo  | Finále                                      | Postup       |
| 2007/08           | Oberliga Süd          | 3. úroveň | 8. místo  | Play-out, 1. kolo (výhra)                   |              |
| 2008/09           | Oberliga Süd          | 3. úroveň | 8. místo  |                                             |              |
| 2009/10           | Oberliga              | 3. úroveň | 11. místo |                                             |              |
| 2010/11           | Oberliga Süd          | 3. úroveň | 7. místo  | Předkolo                                    |              |
| 2011/12           | Oberliga Süd          | 3. úroveň | 5. místo  | Předkolo                                    |              |
| 2012/13           | Oberliga Süd          | 3. úroveň | 9. místo  | Skupina o udržení (1. místo)                |              |
| 2013/14           | Oberliga Süd          | 3. úroveň | 10. místo | Play-out, 1. kolo (výhra)                   |              |
| 2014/15           | Oberliga Süd          | 3. úroveň | 8. místo  | Čtvrtfinále                                 |              |
| 2015/16           | Oberliga Süd          | 3. úroveň | 7. místo  | 2. předkolo                                 |              |
| 2016/17           | Oberliga Süd          | 3. úroveň | 5. místo  | Osmifinále                                  |              |
| 2017/18           | Oberliga Süd          | 3. úroveň | 4. místo  | Finále                                      | Postup       |
| 2018/19           | DEL2                  | 2. úroveň |           |                                             |              |